# Enrico Letta
Enrico Letta (Pisa, 20 d'agost de 1966) és un polític italià, membre del Partit Democràtic, que exercí com a primer ministre d'Itàlia des del 28 d'abril de 2013 fins al 14 de febrer de 2014 quan presentà la seva dimissió davant del president de la república Giorgio Napolitano. Està casat i és pare de tres fills.
El 2015 va renunciar a l'escó al Parlament per tal de dedicar-se a la docència universitària. És director de l'Escola d'Afers Internacionals de l'Institut d'Estudis Polítics de París. També presideix el laboratori d'idees europeista Notre Europe - Institut Jacques Delors.